# Felix Wachsmann
Felix Wachsmann (* 20. Dezember 1904 in Banja Luka, Osmanisches Reich, heute Bosnien-Herzegowina; † 26. Mai 1995) war ein deutscher Elektrotechniker, Röntgenphysiker und Hochschullehrer, der im Strahlenschutz und in der Radiologie bekannt wurde.

## Leben
Felix Wachsmann wurde in Banja Luka als Sohn des Oberstleutnants Wilhelm Wachsmann geboren. Seine Mutter war eine geborene Kollmann. Er wuchs im rumänischen Bistritz, der Heimat seiner Familie, auf, wo er von 1911 bis 1923 ein humanistisches Gymnasium besuchte. Von 1924 bis 1929 studierte er Elektrotechnik an den Technischen Hochschulen zunächst in Danzig und dann in München. Im Jahr 1932 heiratete er Eugenie Besold. Zum Dr.-Ing. wurde er in München 1934 promoviert. In dieser Zeit war er auch bei einem Elektrizitätswerk in Hermannstadt als Leiter des Prüfungsamtes beschäftigt. Nach einer kurzen Tätigkeit bei den Siemens-Reiniger-Werken in Bukarest wechselte er als Medizinphysiker in das Werner-von-Siemens-Forschungsinstitut für Röntgenforschung am Robert-Koch-Krankenhaus in Berlin, wo er unter Henri Chaoul arbeitete.
Bedingt durch Kriegszerstörungen in Berlin ging Felix Wachsmann 1943 oder 1944 zunächst nach Rudolstadt zum dortigen Röntgenröhren-Werk von Siemens und bald darauf weiter nach Erlangen, wo er in der radiologischen Abteilung der Universitätsklinik und bei den Siemens-Reiniger-Werken tätig wurde. Gefördert von Karl Mattes an der Universität und Max Anderlohr bei Siemens-Reiniger konnte er sich in Erlangen in physikalischer und medizinischer Strahlenkunde habilitieren und wurde 1951 Privatdozent an der Universität Erlangen. Dort baute er 1957, im Jahr seiner Ernennung zum außerplanmäßigen Professor, das Institut für Medizinische Strahlenkunde auf und leitete es bis 1965.
Er wechselte zur Gesellschaft für Strahlen- und Umweltforschung in Neuherberg bei München, übte seine Hochschultätigkeit von 1965 bis 1975 an der TU München aus, war als Nachfolger von Rudolf Wittenzellner von 1964 bis 1973 Direktor des Instituts für Strahlenschutz. Sein Nachfolger wurde im Jahr 1972 Wolfgang Jacobi.

## Werk
Wachsmann trug zum Fortschritt auf vielen Gebieten der Radiologie und des Strahlenschutzes bei. Er war an der Entwicklung neuer Bestrahlungsverfahren wie der Nah- und der Bewegungsbestrahlung beteiligt und forschte zur Wirkung von Elektronenstrahlung. Methoden der Filmdosimetrie und der Thermolumineszenzdosimetrie, die weiterhin Standardverfahren in der Messung der Personendosis sind, gehen auf ihn zurück. In Erlangen unterstützte er Konrad Gund bei der Entwicklung des Betatrons. In Erlangen und Neuherberg engagierte er sich in der Strahlenschutzausbildung. Er veröffentlichte unter anderem Kurven und Tabellen für die Radiologie (mit Hans Drexler), Strahlenschutz geht alle an und Strahlenschutz-Belehrungen sowie über 280 Einzelarbeiten.

## Ehrungen
Felix Wachsmann wurde für seine Leistungen mehrfach geehrt, darunter 1973 mit dem Großen Verdienstkreuz des Verdienstordens der Bundesrepublik Deutschland Anfang der 1970er-Jahre.  Er war zudem Ehrenmitglied zahlreicher Gesellschaften.

## Eugenie-und-Felix-Wachsmann-Preis
Seine Frau und er stifteten wiederum den Eugenie-und-Felix-Wachsmann-Preis, der seit 2001 von der Deutschen Röntgengesellschaft verliehen wird.